# رحمانیه زبون
رحمانیه زبون، روستایی از توابع بخش مرکزی شهرستان خرمشهر در استان خوزستان ایران است.
وجه نامگذاری این روستا به مرحوم شیخ زبون بن محمد بن برغوث از شیوخ قبیلهٔ عرب الهویشم بنی مالک که در آنجا ساکن و مالک زمین های آنجا بود برمیگردد.

## جمعیت
این روستا در دهستان غرب کارون قرار دارد و براساس سرشماری مرکز آمار ایران در سال ۱۳۸۵، جمعیت آن ۲۸ نفر (۶خانوار) بوده‌است.